# Cosaque Mamaï

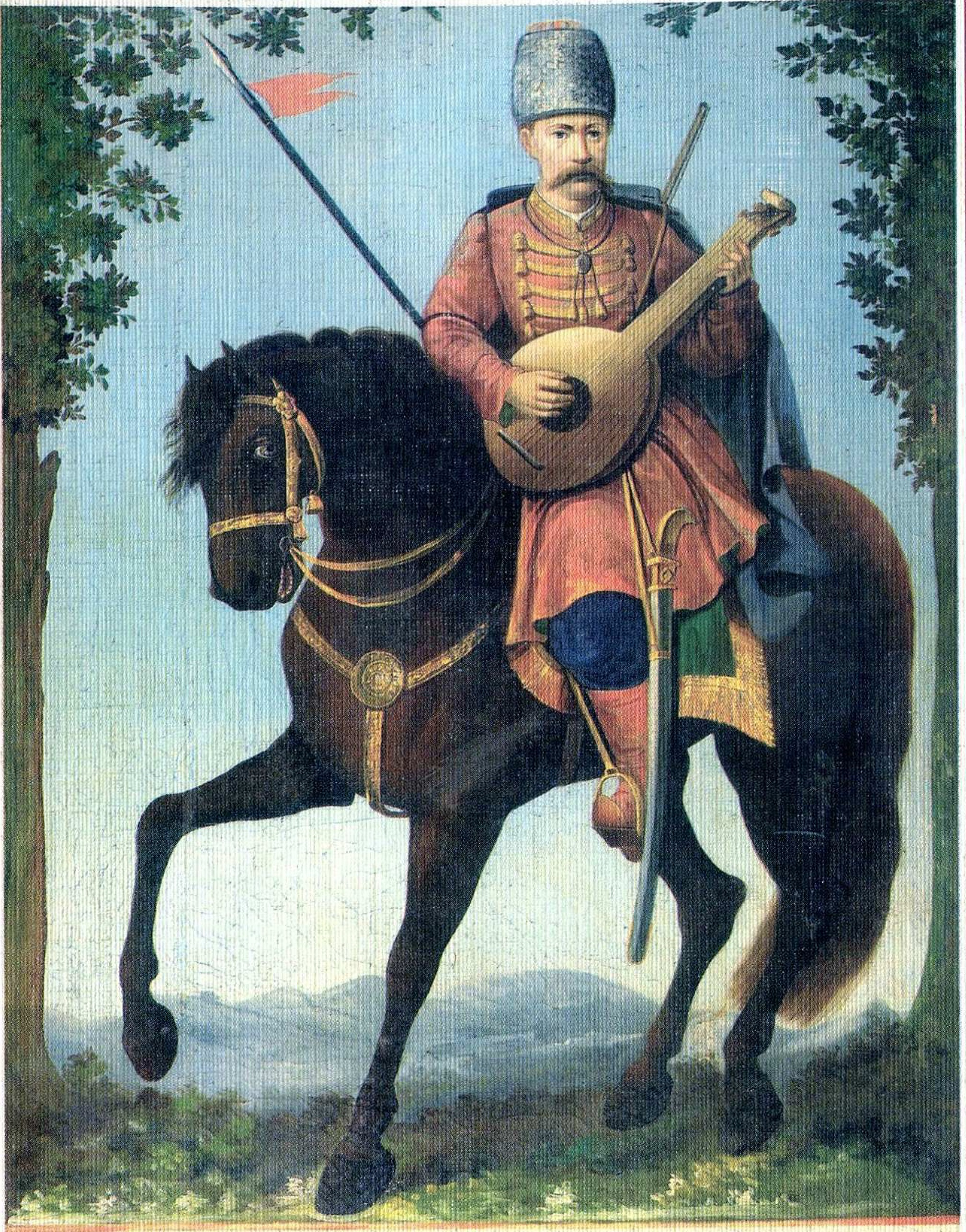
Un cosaque Mamaï et son cheval.

Le cosaque Mamaï (en ukrainien : Козак Мамай) est un héros folklorique ukrainien, l'un des personnages standard du théâtre de marionnettes itinérant traditionnel ukrainien, le Vertep.

## Présentation

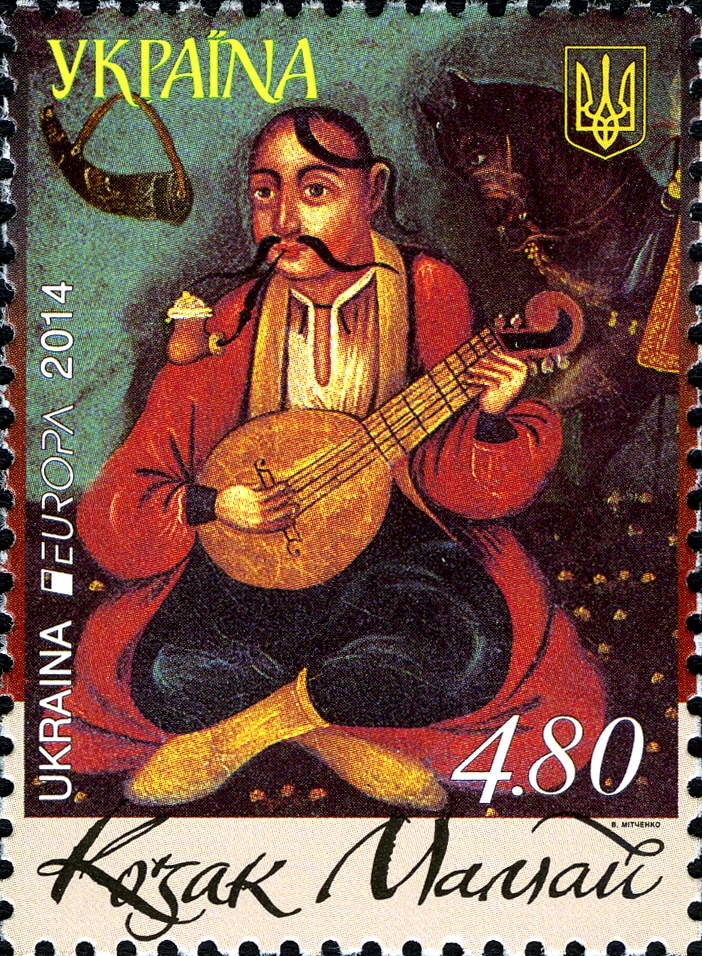
Timbre-poste ukrainien à l'effigie d'un cosaque Mamaï.

Les cosaques Mamaï sont présents dans les légendes, les contes folkloriques et les proverbes. Ceux-ci sont devenus très populaires après la chute du pouvoir cosaque de la Sitch zaporogue en 1775.

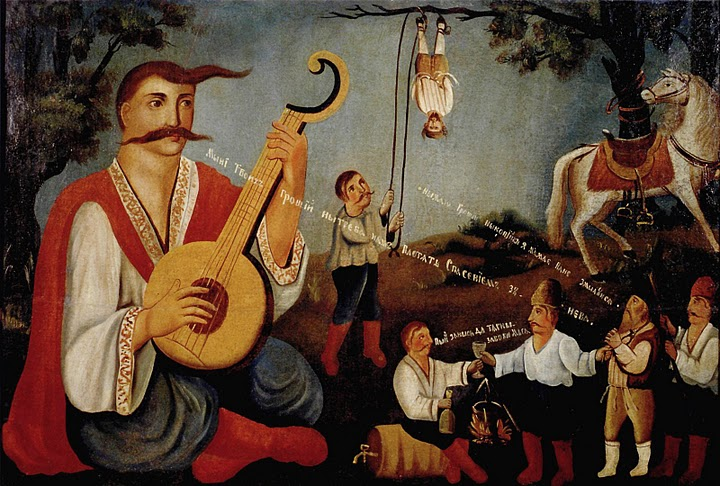
Représentation du héros folklorique ukrainien du cosaque Mamaï : un joueur de bandoura est représenté au premier plan, tandis qu'à l'arrière-plan, les Haidamakas tuent deux Juifs usuriers dans la forêt : l'un est suspendu par les talons à un arbre, tandis que l'autre est tiré de force par sa barbe et frappé à la tête. Le deuxième prêteur juif, qui est capturé dans la forêt par Haidamakas, dit au bandouriste : « Pitié, M. Mamaï, je n'ai pas sou vaillant », auquel le bandouriste répond : « Je n'ai besoin d'aucun argent de toi, pour ceux comme vous, le seul salut est le ciel ! »,

Le cosaque Mamaï est l'un des personnages les plus courants de la peinture populaire ukrainienne, de la fin du XVIIe siècle à nos jours. Dans les centaines de peintures survivantes, le cosaque Mamaï est généralement représenté avec un kobza, un instrument de musique semblable à un luth, symbole de l'âme ukrainienne ; un cheval, qui représentait à la fois la liberté et la fidélité ; et un chêne servant de support à ses armes, symbolisant la force du peuple. 
Les peintures du XVIIIe siècle dépeignent parfois les cosaques Mamaï sur fond d'incidents violents à l'égard des Polonais ou des Juifs.
Sur la pièce de monnaie ukrainienne de 1997 frappée par la Banque nationale d'Ukraine, le cosaque Mamaï est vêtu d'un riche manteau de fourrure et assis les jambes croisées, fumant une pipe et jouant du kobza. Les éléments traditionnels de la vie militaire cosaque se trouvent autour de Mamaï : un cheval avec un riche harnais, attaché à une lance avec un drapeau planté dans le sol ; un chêne vert auquel pend un sabre ; un pistolet et un étui à poudre de pierre ; un kalpak turc (chapeau haut) ; et une bouteille d'eau-de-vie ukrainienne d'okovyta.